# إجشام نو (دير)
إجشام نو (بالفارسية: احشام نو) هي مستوطنة تقع في قسم آبدان الريفي (مقاطعة دير) في إيران.